# Paralaxita
Paralaxita is een geslacht van vlinders uit de familie van de prachtvlinders (Riodinidae), onderfamilie Nemeobiinae.
Paralaxita werd in 1978 voor het eerst wetenschappelijk beschreven door Eliot.

## Soorten
Paralaxita omvat de volgende soorten:
- Paralaxita damajanti (Felder, C & R. Felder, 1860)
- Paralaxita hewitsoni (Röber, 1895)
- Paralaxita orphna (Boisduval, 1836)
- Paralaxita telesia (Hewitson, 1861)